# San Marcellino
San Marcellino är en ort och kommun i provinsen Caserta i regionen Kampanien i Italien. Kommunen hade 14 251 invånare (2017).